# Male più non fare
Male più non fare è un singolo del cantautore italiano Ermal Meta, pubblicato il 1º dicembre 2023 come primo estratto dal quinto album in studio Buona fortuna.

## Descrizione
Il brano ha visto la partecipazione vocale del rapper Jake La Furia ed è stato scritto dai due artisti insieme a Roberto Cardelli, mentre la produzione è stata curata da Meta insieme a Gianmarco Grande. Il testo è stato descritto da Meta attraverso la seguente dichiarazione:

## Accoglienza
Fabio Fiume di All Music Italia ha assegna al brano un punteggio di 6 su 10, definendo la collaborazione «accettabile», sebbene l'unione del rap di La Furia «in modalità old school» e le parti cantante di Meta faccia «un po' effetto Gemelli DiVersi», trovando tuttavia la seconda parte del brano con «un'articolazione più particolare» e impostata su «nuovi suoni synth ad arricchire l'arrangiamento votato alla ritmica».

## Tracce
Testi e musiche di Ermal Meta, Francesco Vigorelli e Roberto Cardelli.
1. Male più non fare (feat. Jake La Furia) – 3:04

## Formazione
Hanno partecipato alle registrazioni, secondo le note di copertina di Buona fortuna:
Musicisti
- Ermal Meta – voce, programmazione ritmica, basso, sintetizzatore, cori, arrangiamento
- Jake La Furia – voce aggiuntiva
- Gianmarco Grande – programmazione del sintetizzatore, tastiera
- Simone Pavia – chitarra elettrica

Produzione
- Ermal Meta – produzione, registrazione
- Gianmarco Grande – produzione
- Andrea Suriani – missaggio, mastering